# Patrizia Di Napoli
Patrizia Di Napoli (27 settembre 1969) è una mezzofondista italiana.

## Biografia
Nel 1988 si classificò undicesima nei 1500 metri piani ai campionati del mondo juniores di Greater Sudbury. Nel 1993 fu campionessa italiana assoluta della staffetta 4×1500 metri, mentre nel 1996 conquistò il titolo di campionessa nazionale nella corsa campestre: quell'anno il titolo venne assegnato alla prima atleta italiana che avesse tagliato il traguardo alla Cinque Mulini e Di Napoli ottenne la nona posizione nella classifica nazionale, prima fra le atlete italiane.

## Palmarès
| Anno | Manifestazione    | Sede            | Evento               | Risultato | Prestazione | Note |
| ---- | ----------------- | --------------- | -------------------- | --------- | ----------- | ---- |
| 1988 | Mondiali juniores | Greater Sudbury | 1500 m piani         | 11ª       | 4'34"65     |      |
| 1997 | Mondiali di cross | Torino          | Individuale seniores | n/d       | 22'31"      |      |

## Campionati nazionali
- 1 volta campionessa italiana assoluta della staffetta 4×1500 metri (1993)
- 1 volta campionessa italiana assoluta di corsa campestre (1996)

1993
- Oro ai campionati italiani assoluti, staffetta 4×1500 metri - 18'15"38

1996
- Oro ai campionati italiani di corsa campestre - 18"06[1]

2001
- 8ª ai campionati italiani assoluti indoor, 3000 metri piani - 9'48"57

2002
- 11ª ai campionati italiani assoluti indoor, 3000 metri piani - 9'40"71
- 7ª ai campionati italiani assoluti, 5000 metri piani - 16'53"76

## Altre competizioni internazionali
1993
- 8º al Golden Gala ( Roma, 9 giugno 1993), miglio - 4'41"27

1994
- 10º al Golden Gala ( Roma, 8 giugno 1994), 3000 metri piani - 8'58"26

1996
- 9ª alla 64ª Cinque Mulini ( San Vittore Olona, 9 marzo 1997) - 18'06"[1]

1997
- 15ª al Golden Gala ( Roma, 5 giugno 1997), 5000 metri piani - 15'56"84